# 蒙特利爾湖
54°20′N 105°40′W / 54.333°N 105.667°W
蒙特利爾湖是加拿大的湖泊，由薩斯喀徹溫省負責管轄，距離拉龍日湖52公里，長50公里、寬10公里，面積447平方公里，島嶼面積7平方公里，海拔高度490米。

## 外部連結
- Statistics Canada
- Anglersatlas.com
- Fish Species of Saskatchewan
- Clarence-Steepbank Lakes Provincial Park